# Batman: The Animated Series (jeu vidéo)
Batman: The Animated Series est un jeu vidéo d'action-aventure développé et édité par Konami en novembre 1993 sur Game Boy. Le jeu est adapté de la série animée de Batman.

## Système de jeu

### Personnages
| Liste de personnages |
| --- |
| En plus de Batman et Robin, les ennemis principaux de la série animée sont présents dans le jeu : - Le Joker - L'Épouvantail - Mr Freeze - Catwoman - L'Empoisonneuse - Le Sphinx - Le Pingouin Quelques personnages apparaissent dans les scènes du jeu : - Alfred Pennyworth - Summer Gleeson - Harvey Dent - Commissaire James Gordon - Harvey Bullock |